# الحق في عدم الوقوف أمام المحكمة
الحق في عدم الوقوف أمام المحكمة (باللاتينية: Jus de non evocando) هو حق إقطاعي قديم، ينص على أنه لا يمكن استثناء أحد من الوقوف أمام المحكمة المختصة. وهو مشتق من أحد مبادئ العصور الوسطى الذي ينص على أنه يحق للتابعين للتاج الملكي عدم الوقوف أمام المحكمة، أي الحق في الاستمتاع بقضاء وحماية التاج الملكي الذي يدينون له بالولاء. وبالتالي، فإنه ما زال موجودًا في العديد من الدساتير، مثل الدستور الألماني والدستور الإيطالي والدستور الهولندي.
وقد أصبح اليوم مفهومًا هامًا في القانون الدولي العام وترفض الدول من خلال تسليم مواطنيها. وقد ترفض بعض الدول تسليم المواطنين التابعين لها، لأن جرائمهم يمكن أن تصل عقوبتها إلى حد الإعدام. ويظهر ذلك في حالة كندا والمكسيك وجهًا لوجه ضد الولايات المتحدة.
ويخضع هذا المبدأ للنقاش في الكثير من الأحيان في قضايا المحكمة الجنائية الدولية لرواندا (ICTR) ويوغوسلافيا السابقة (ICTY). والأساس في ذلك يكمن في أن المحكمة الدولية، من خلال الاستحواذ على النطاق القضائي لإجراء محاكمات جنائية دولية من المحاكم القومية، ينتهك مبدأ الحق في عدم الوقوف أمام المحكمة. وقد ذكرت الدائرة الابتدائية في قضية دوسكو تاديتش (IT-94-1 في المحكمة الجنائية الدولية ليوغوسلافيا السابقة) أن الدول تتخلى عن بعض إجراءات السيادة لكي تكون جزءًا من الأمم المتحدة، والمحكمة الجنائية الدولية ليوغوسلافيا السابقة هي أحد منتجات الأمم المتحدة، وبالتالي، لا توجد أي انتهاكات.